# Woodton
Woodton – wieś w Anglii, w hrabstwie Norfolk, w dystrykcie South Norfolk. Leży 16 km na południe od Norwich i 151 km na północny wschód od Londynu. Miejscowość liczy 472 mieszkańców.